# Luchthaven Phnom Penh
De internationale luchthaven van Phnom Penh (Khmer: អាកាសយានដ្ឋានអន្តរជាតិភ្នំពេញ, Frans: Aéroport International de Phnom Penh), is de grootste luchthaven van Cambodja. Het ligt 10 kilometer ten westen van de hoofdstad van het land, Phnom Penh. De oorspronkelijke naam van de luchthaven was Luchthaven Pochentong.

## Geschiedenis
Tijdens de Japanse bezetting van Cambodja werden vijftien vliegvelden aangelegd, waaronder op de plaats van het huidige vliegveld. Na de onafhankelijkheid van Frankrijk in 1953 kwam het vliegveld in handen van Cambodja. Tijdens de Cambodjaanse Burgeroorlog werd de luchthaven gebruikt voor militaire en civiele transporten.
Na de inname van Phnom Penn door de Rode Khmer in 1975 werd Pochentong nagenoeg volledig gesloten voor internationaal reizen, alleen met Peking bleef een verbinding bestaan.
In 1995 tekende de Cambodjaanse overheid een overeenkomst met een Frans-Maleisische onderneming, waarbij werd afgesproken dat zij het vliegveld de komende 20 jaar zouden opereren en tevens de faciliteiten zouden verbeteren. Cambodia Airports heeft de concessie voor het beheer van drie luchthavens, naast Phnom Penn zijn dit Siem Reap en Sihanoukville. De aandeelhouders van Cambodia Airports zijn het Franse bedrijf VINCI Airports en Muhibbah Masteron Cambodia, een Maleisische en Cambodjaanse joint venture met een belang van 30%.
Na het tekenen van de overeenkomst werd de startbaan uitgebreid om het vliegveld ook open te stellen voor grote toestellen zoals de Boeing 747. Het vliegveld heeft een Dairy Queen, een van de eerste internationale ondernemingen die een vestiging opende in Cambodja.
In 2013 werden plannen bekend voor een aanzienlijke vernieuwing en uitbreiding van de capaciteit naar zeven miljoen passagiers op jaarbasis. De bestaande terminal werd gemoderniseerd en er kwam een nieuwe terminal. Het project werd in 2017 afgerond. 
In 2017 kwamen er 4,2 miljoen passagiers op de luchthaven.

## Ongelukken en incidenten
- Op 3 december 1973 stortte een Douglas DC-3 kort na het opstijgen neer.
- In het begin van 1975 werden verschillende vliegtuigen verwoest door verschillende raketaanvallen.
- In maart 1975 stortte een Vickers Viscount van Royal Air Lao neer in de buurt van het vliegveld. De piloot was niet gekwalificeerd om het vliegtuig te besturen. Alle vier de inzittenden kwamen om.
- Op 11 april 1975 werd een Douglas DC-3 kort na het opstijgen geraakt door shrapnel, waardoor het in brand vloog. Twee van de drie inzittenden kwamen om. Op dezelfde dag werd nog een ander vliegtuig gebombardeerd.
- Op 3 september 1997 stortte een Tupolev Tu-134 van Vietnam Airlines neer.[2] Daarbij kwamen 65 van de 66 passagiers om. Het vliegtuig werd door de crash totaal verwoest. Tijdens de landing was het vliegtuig in slecht weer terechtgekomen. De oorzaak van de crash werd later vastgesteld als een menselijke fout. De gezagvoerder was gedaald tot 30 meter hoogte zonder de landingsbaan in zicht te hebben en had verschillende waarschuwingen van de andere piloten genegeerd. Toen hij eindelijk de landing wilde afbreken, verloren de piloten de controle over het toestel, waardoor dit in overtrokken vlucht raakte en neerstortte.